# Beau-livre

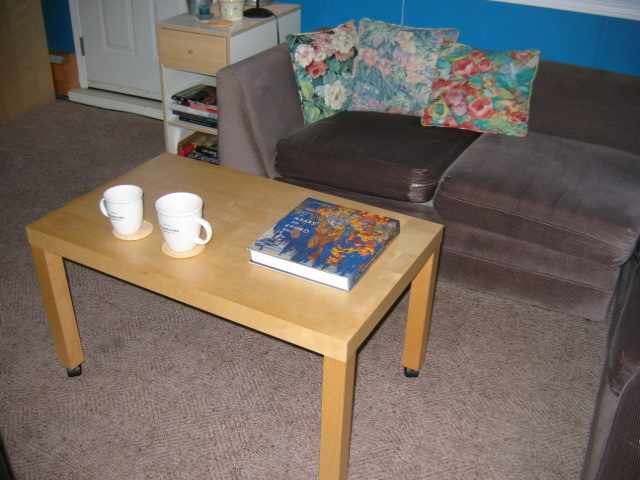

Un beau-livre, ou beau livre, est un livre, généralement de grand format, comportant des illustrations de grande taille, souvent en couleurs, et imprimé avec soin.
Ce type d'ouvrage est particulièrement employé par l'édition pour présenter des réalisations artistiques, par exemple des photographies ou des représentations de peintures. Souvent offert en cadeau, le beau-livre est généralement destiné à être feuilleté autant qu'à être lu.

## Un marché important
Pour le Syndicat national de l'édition (SNE), les beaux-livres font partie d'une catégorie appelée Art et beaux-livres, regroupant les livres d'art et les beaux-livres illustrés, qui représente 3,5 % du marché du livre en 2014.
Il y a plusieurs thèmes abordés par ce type d'ouvrage, les plus communs sont : l'art, l'architecture, la photographie, le cinéma, les voyages et la nature.